# ペイダス
ペイダス（古希: Φείδας, Pheidas）は、ギリシア神話の人物である。トロイア戦争に参加したアテーナイの武将メネステウスの部下の1人。トロイア勢とリュキア勢が防壁内に侵入した際に、スティキオス、ビアースとともにメネステウスを支えて戦った。